# Madame Sousatzka
Madame Sousatzka ist ein US-amerikanisch-britisches Filmdrama von John Schlesinger aus dem Jahr 1988. Das Drehbuch beruht auf einem Roman von Bernice Rubens.

## Handlung
Die indische Einwanderin Sushila Sen wohnt mit ihrem 15-jährigen Sohn Manek in London und schlägt sich als Köchin indischer Speisen für verschiedene Auftraggeber durch.
Manek ist musikalisch begabt. Er besucht Klavierunterricht der russischstämmigen Yuvline Sousatzka, mit der er sich anfreundet. Sousatzka ist es nie gelungen, eine Karriere als Pianistin aufzubauen, da sie bei ihrem ersten großen Auftritt versagt hat. Deshalb hat sie Angst, Manek könne das Gleiche passieren, und lehnt die Angebote eines Agenten ab.
Später konkurrieren Sousatzka und Sushila um die Aufmerksamkeit des Jungen. Sushila verliert ihre Arbeit, woraufhin Manek gezwungen wird, mit dem Klavierspiel Geld zu verdienen. Er nimmt das Angebot des Agenten an und spielt in einem Konzert, das im Radio übertragen wird. Obwohl er sich an einer Stelle irrt und einige Takte auslässt, hat er großen Erfolg. Er löst sich nun aus der Umklammerung seiner Lehrerin und beginnt eine Ausbildung an einem Konservatorium. Sousatzka ihrerseits kann ihn auch loslassen und bekommt wieder einen neuen Schüler.

## Kritiken
Roger Ebert schrieb in der Chicago Sun-Times vom 14. Oktober 1988, der Film sei ein „außergewöhnlicher Film, der die Musik und die Menschen, über die er erzähle, liebe“. Er thematisiere Disziplin, Geduld, Liebe und Musik. Es sei interessant, dass MacLaine absichtlich älter wirke als sie es sei.
Die Zeitschrift Cinema schrieb, der Film sei ein „starkes Spiel auf der Klaviatur der Gefühle“.

„Ein altmodisch inszeniertes, morbides Kammerspiel, das sich ganz auf das komplexe Beziehungsgeflecht der Personen konzentriert, daneben aber Konfliktstoffe wie die Begegnung unterschiedlicher Kulturen nur bedingt ausschöpft. Im Mittelpunkt steht freilich die glänzende Charakterstudie, mit der die Star-Schauspielerin Shirley MacLaine ein neues Rollenfach erkundet.“

## Auszeichnungen
Shirley MacLaine gewann im Jahr 1989 als Beste Hauptdarstellerin – Drama den Golden Globe Award, den sie sich mit Jodie Foster (Angeklagt) und mit Sigourney Weaver (Gorillas im Nebel) teilte. Der britische Dirigent Christopher Adey dirigierte das London Symphony Orchestra bei der Filmmusikeinspielung; Gerald Gouriet wurde für die Beste Filmmusik für den Golden Globe Award nominiert.
Shirley MacLaine gewann im Jahr 1988 den Coppa Volpi der Internationalen Filmfestspiele von Venedig. Robin Dalton bekleidete 1989 den zweiten Platz im Wettbewerb um den Wise Owl Award der US-amerikanischen Retirement Research Foundation. Peggy Ashcroft wurde 1990 für den BAFTA Award nominiert.
Die Deutsche Film- und Medienbewertung FBW in Wiesbaden verlieh dem Film das Prädikat besonders wertvoll.

## Hintergrund
Der Film hatte seine Weltpremiere am 17. September 1988 auf dem Toronto International Film Festival. Er spielte in den Kinos der USA ca. 3,5 Millionen US-Dollar ein.